# Luc Montagnier
Luc Montagnier, francoski virolog, nobelovec, * 18. avgust 1932, Chabris, Francija, † 8. februar 2022, Neuilly-sur-Seine.
V svoji karieri je prispeval več pomembnih odkritij o delovanju virusov na gostiteljski organizem in naravi raka. Bil je vodja ekipe na Pasteurjevem inštitutu, ki je leta 1983 identificirala retrovirus HIV, odgovoren za sindrom AIDS. Zasluge za odkritje si je lastila tudi skupina pod vodstvom Roberta Galla iz ZDA, kar je privedlo do spora med obema znanstvenikoma. Znanstvena komisija je kasneje prisodila odkritje Montagnierovi skupini. Zanj je leta 2008 skupaj s Haraldom zur Hausnom in Françoise Barré-Sinoussi prejel Nobelovo nagrado za fiziologijo ali medicino.
Kasneje je deloval kot profesor na Pasteurjevem inštitutu in kot direktor raziskav na Centre national de la recherche scientifique, poleg tega pa tudi v več mednarodnih odborih ter fundacijah, povezanih z raziskavami človeku nevarnih virusov. V zadnjem obdobju življenja se je usmeril k mejnim področjem znanosti, kot sta spomin vode in domnevni elektromagnetizem nukleinskih kislin. Med pandemijo koronavirusne bolezni 2019 se je izpostavil kot zagovornik teorije zarote, da je bil virus SARS-CoV-2 umetno ustvarjen v laboratoriju, od koder je nato ušel.